# تيري بارنز
تيري بارنز (13 نوفمبر 1933 - ) (بالإنجليزية: Terry Barnes)‏ هو لاعب كريكت بريطاني.